# @Home
@Home (tot 1 februari 2007: Essent Kabelcom) was van 1999 tot 2007 een aanbieder van televisie, breedbandinternet en telefoniediensten in Nederland, totdat het samen met Multikabel en Casema fuseerde tot Ziggo. Het hoofdkantoor van @Home was gevestigd in Groningen.
Het bedrijf ontstond in 1999 door een fusie van Palet Kabelcom met CasTel.

## Verzorgingsgebied
@Home had na UPC Nederland B.V. het hoogste aantal kabelaansluitingen van Nederland. Het netwerk van @Home bestreek de provincie Drenthe, grote delen van de provincies Overijssel, Groningen en Limburg, en circa de helft van Friesland, Flevoland (Noordoostpolder, Urk) en Noord-Brabant.

## Producten
De producten van @Home werden aangeboden onder de merken @Home en @Work.

### Radio en televisie
Eerst onder de naam TV Home. Daarna heetten de pakketten @Home TV Basis, @Home TV Digitaal, @Home TV Digitaal Totaal en was er een hdtv-pakket onder de naam @Home TV HD.

### Kabelinternet
@Home bood verbinding met het internet. Om hier gebruik van te kunnen maken moest de klant woonachtig zijn in het aansluitgebied van @Home.
Om de verbinding te realiseren werd gebruikgemaakt van kabelmodems die werken volgens de EuroDOCSIS standaard, bijvoorbeeld van het merk Motorola. Het kabelmodem maakt contact met een regionale UBR (Universal Broadband Router) en haalt daar de gegevens op die nodig zijn om de verbinding tot stand te brengen, zoals een (intern) IP-adres en het QOS profiel (Quality of Service) die de verbindingssnelheid reguleert voor de verschillende abonnementsvormen (die bij @Home overigens alleen verschilden in snelheid).
@Home-klanten stelden op hun pc of router een DHCP-hostname in, op basis waarvan de DHCP-server een IP-adres aan het apparaat toekende. @Home klanten hadden dus theoretisch een dynamisch IP-adres, maar in de praktijk kreeg de klant bij iedere aanmelding op de DHCP-server (bijvoorbeeld wanneer de pc wordt opgestart) meestal hetzelfde IP-adres.
Eerst was het zo dat wanneer klanten meerdere computers wilden aansluiten op het internet, zij daarvoor meerdere computernamen (en dus meerdere IP-adressen) konden krijgen. Vanwege de schaarste (ergo kostbaarheid) van IP-adressen werd deze regeling afgeschaft en diende men een router aan te sluiten om meerdere pc's toegang tot het internet te geven. Hiervoor sloot @Home een contract met routerfabrikant Netgear, waarbij Netgear speciaal voor @Home geconfigureerde routers van het model WGR614 leverde.
De abonnementsvormen die @Home bood wat betreft het internet zijn als volgt:
- @Home Intensief 20000 (downloadsnelheid 20.000 kbps; uploadsnelheid 2.000 kbps)
- @Home Intensief 12000 (downloadnsnelheid 12.000 kbps; uploadsnelheid 1.500 kbps)
- @Home Regelmatig (downloadsnelheid 4.000 kbps; uploadsnelheid 1.000 kbps)
- @Home Soms (downloadsnelheid 1.600 kbps; uploadsnelheid 500 kbps)

### Telefonie
@Home bood telefonie aan onder de productnaam @Home Digitale-Telefonie. Daarvoor bood @Home (toen nog Essent Kabelcom) ook het product Twinner, maar dat werd uitgefaseerd.

### Zakelijke dienstverlening
Voor de zakelijke markt bood @Home onder de naam @Work de volgende producten:
- Glasvezelverbinding: @Work City Access, snelheid is standaard 100 Mbps en maximaal 1Gbps.
- Internet: @Work Internet (IP Transit, Internet Coax, Hosting, Internet Pro)
- Radio en televisie: @Work Radio en Televisie (collectieve aansluitingen)
- Telefonie: @Work Telefonie (ISDN, VoIP)
- Datacommunicatie: @Work Data (@Work Link, @Work Ethernet Link, @Work LanInterConnect)

## Essent en Zesko
Tot 1 februari 2007 maakte @Home onder de naam Essent Kabelcom deel uit van energiebedrijf Essent. Op 2 juni 2006 maakte Essent bekend een onderzoek te hebben gestart naar het mogelijk afstoten van de kabeldivisie Essent Kabelcom. Essent Kabelcom zou te klein zijn om te kunnen overleven. Nadat de Nederlandse Mededingingsautoriteit (NMa) hier op vrijdag 8 december 2006 toestemming voor had gegeven, werd Essent Kabelcom op 31 januari 2007 overgenomen door Warburg Pincus en Cinven, die al eigenaar waren van Multikabel en Casema. De drie bedrijven werden ondergebracht in het nieuwe Zesko Holding, en wat leidde tot de fusie tot Ziggo die op 16 mei 2008 afgerond is.

## Klachten
@Home stond in 2006 en 2007 regelmatig in de Klachten Top 3 van het VARA-consumententelevisieprogramma Kassa. De aflevering van 10 februari 2007 en verlenging van deze aflevering was vrijwel geheel gewijd aan het bespreken van de problemen van klanten van @Home.